# Saint-Marcel (Eure)
Saint-Marcel ist eine französische Gemeinde mit 4474 Einwohnern (Stand: 1. Januar 2022) im Département Eure in der Region Normandie. Sie gehört zum Arrondissement Les Andelys sowie zum Kanton Pacy-sur-Eure.

## Geografie
Saint-Marcel liegt an der Seine. Umgeben wird Saint-Marcel von den Nachbargemeinden Saint-Just im Norden und Nordwesten, Pressagny-l’Orgueilleux im Norden, Vernon im Osten und Süden, La Heunière und Saint-Vincent-des-Bois im Südwesten sowie Mercey und La Chapelle-Réanville im Westen. 

## Bevölkerungsentwicklung
| 1962 | 1968 | 1975 | 1982 | 1990 | 1999 | 2006 | 2016 |
| ---- | ---- | ---- | ---- | ---- | ---- | ---- | ---- |
| 1701 | 3470 | 4198 | 4434 | 4398 | 4982 | 4971 | 4541 |

## Sehenswürdigkeiten
- Obelisk zur Erinnerung an die Toten des Siebenjährigen Krieges

## Gemeindepartnerschaften
Mit folgenden Gemeinden bestehen Partnerschaften: 
- Bishop’s Castle, Shropshire (West Midlands, England), Vereinigtes Königreich
- Cerreto Guidi, Provinz Florenz (Toskana), Italien
- Nüdlingen, Unterfranken (Bayern), Deutschland

## Persönlichkeiten
- Karl-Heinz Bringer (1908–1999), Raketentechniker